# Gora Arshinova
Gora Arshinova är ett berg i Antarktis. Det ligger i Östantarktis. Australien gör anspråk på området. Toppen på Gora Arshinova är 999 meter över havet.
Terrängen runt Gora Arshinova är huvudsakligen lite kuperad.  Trakten är obefolkad. Det finns inga samhällen i närheten. 